# Zagrebačka županija (1201. – 1924.)
 Ovo je članak o povijesnoj Zagrebačkoj županiji iz vremena Hrvatsko-Ugarskog Kraljevstva, Kraljevine Hrvatske i Trojedne Kraljevine Hrvatske, Slavonije i Dalmacije. Za suvremenu županiju vidi: Zagrebačka županija.
Zagrebačka županija (mađ. Zágráb vármegye; lat. Comitatus Zagrabiensis) bilo je ime i povijesne županije unutar Kraljevine Hrvatske i Slavonije. Središte županije bio je grad Zagreb.

## Zemljopis
Zagrebačka županija graničila je s austrijskim zemljama Štajerskom, Kranjskom, te Bosnom i Hercegovinom koja je bila pod zajedničkom austro-ugarskom upravom. Usto, graničila je i sa županijama Bjelovarsko-križevačkom, Varaždinskom, Požeškom i Modruško-riječkom unutar Hrvatsko-slavonskog kraljevstva. Oko 1910. površina županije iznosila je 7210 km2.

## Povijest
Zagrebačka se županija poput ostalih županija razvila iz ranosrednjovjekovne župe, koje za vladavine Arpadovića (1102. – 1301.) prerastaju u kraljevske županije. Nakon Zlatne bule Andrije II. (1222. godine), kraljevske županije pretvaraju se u autonomne organe plemićke samouprave. Zagrebačka županija u tom se razdoblju prostirala na području između rijeka Krapine i Lonje, odnosno do Kupe. Tijekom 13. stoljeća završava proces preustroja županijske uprave i tada se prostor Zagrebačke županije povećava susjednim, manjim županijama (Gorska županija joj je pridružena u 14. stoljeću). U razdoblju turskih osvajanja Zagrebačka i Križevačka županija imaju zajedničku upravu, a ponovno samostalno djeluju od 1756. godine. Krajem 18. stoljeća teritorij Zagrebačke županije proširen je sjevernim dijelom Severinske županije koja je djelovala od 1777. do 1786. godine. U vrijeme reformi Josipa II. Zagrebačka je županija s ostalim hrvatsko-slavonskim županijama (osim Virovitičke i Srijemske županije) bila uključena u Zagrebačko okružje (1785. – 1790.).
Poznato je da je u 15. stoljeću postojala Zagrebačka županija. U 18. stoljeću, sa završetkom ratova s Turcima Zagrebačka je županija ponovno uspostavljena, a 17. srpnja 1759. carica i kraljica Marija Terezija podijelila joj je grb i pečatnjak. Županija je obnovljena 1845. godine, a nakon Hrvatsko-ugarske nagodbe u ovim granicama dio je Hrvatsko-slavonskog kraljevstva. Takvo stanje ostaje do 1918. kad Hrvatski sabor raskida državno-pravne veze s Austrijom i Ugarskom. U Kraljevini SHS, Zagrebačka skupa s Varaždinskom županijom (bez Međimurja) postala je dijelom novostvorene Zagrebačke oblasti 1924 godine.

## Uprava
Veliki župan bio je nadležan u ime kralja upravljati svim upravnim, sudskim i vojnim poslovima neposredno ili posredno preko podžupana. Predsjedavao je velikim i malim županijskim skupštinama, sudskim vijećanjima u županiji i predstavljao županiju u Saboru. Upravni poslovi su prvenstveno obuhvaćali ubiranje kontribucije i drugih daća, briga za ubiranje desetine i pitanje selidbe kmetova, reguliranje mitnica, carinarnica, cesta, mostova, taksiranje živežnih namirnica i dr. 
Pravosudni poslovi bili su rješavani pred Županijskim sudbenim stolom (Sedes iudicaria ili sedria) koji je bio sud prvoga stupnja, a sudio je u građanskim parnicama (dugovi, dioba i nasljedstvo dobara, reambulacija međa, urbarska prava na temelju desetine) i kaznenim procesima (nasilje nad imovinom i imovinskim pravima). Kao prizivni sud rješavao je žalbe protiv presuda podžupanâ i plemićkih vlastelinskih sudaca. Prizivni sud za odluke Sudbenoga stola bio je Banski stol. Reformom sudstva 1723. postaje prizivni i kazneni sud. 
Godine 1748. kraljica Marija Terezija je odredila da se slavonske daće, umjesto banu, plaćaju Ugarskoj dvorskoj kancelariji. Godine 1751. na Ugarskom je saboru predloženo, a što je kraljica i prihvatila, da slavonske županije šalju po jednoga poslanika na Ugarski sabor, dok su i dalje, nazivno, ostale pod banovom jurisdikcijom.
Vojni poslovi županije uglavnom su se odnosili na pitanje pučkoga ustanka. Od 1761. godine ojačala je uprava županijske samouprave tako da je u upravne poslove županije pripadalo, osim prije navedenih poslova, ubiranje kontribucije i drugih daća, briga za normalno odvijanje ubiranja desetine i pitanje seljenja kmetova, reguliranje mitnica, carinarnica, puteva, mostova, težina i mjera, taksiranje najvažnijih živežnih namirnica, reguliranje nadnica te najamnoga odnosa uopće. Vojni i pravosudni poslovi ostali su nepromijenjeni. 
U kratkome razdoblju, za trajanja reformi Josipa II. (1785. – 1790.), županija postaje najniža teritorijalna upravna jedinica čiji su članovi uprave samo izvršni organi podređeni okružnim predstojnicima. Bila je potčinjena Ugarskome namjesničkom vijeću, a podžupana je imenovao predsjednik okružja. Dokinućem reformi Josipa II. uslijedio je povratak županijâ. Ustroj i uloge županijâ izmijenjene su novom upravnom organizacijom Hrvatske i Slavonije od 12. lipnja 1850. godine.

### Veliki župan
Na čelu županije nalazio se veliki župan (comes supremus) kao glavar županije, koji je u ime kralja upravljao svim upravnim, sudskim i vojnim poslovima neposredno ili posredno preko podžupanâ. On je predstavljao županiju u Hrvatskom saboru te predsjedavao županijskim skupštinama i sudskim vijećima u županiji. Njega je do 1715. birao ban, od tada kralj. To je pravo kralj prvi put iskoristio 1729. godine. Ostala županijska uprava bila je birana na izbornim skupštinama (restauratio) svake treće godine. Velikoga župana zamjenjivala su dvojica podžupana: redovni požupan (vicecomes ordinarius) za upravne poslove te čuvar pečata županije i podžupan – zamjenik (vicecomes substitutus) za županijske i sudske poslove. Ostalu županijsku upravu činili su bilježnici (notarius), koji su čitali spise na skupštinama i sastavljali zapisnike županijskih sjednica. Postojao je redovni (veliki) bilježnik (notarius ordinarius) čiji se zamjenik nazivao podbilježnikom (vicenotarius). U upravu su još ulazili plemićki sudci (judices nobilium) i podsudci (vicejudices nobilium) čiji je broj ovisio o broju županijskih kotara (objavljivali su naredbe općinama i izricali presude); prisjednici županijskog sudbenog stola (assesores); fiskal (advocatus); blagajnik (camerarius); arhivist (archivarius); liječnik (medicus), ranarnik (chirurgus); mjernik (geometra). 

### Županijske skupštine
Središte županijske djelatnosti bile su županijske skupštine (congregatio nobilium): Velika ili Opća (congregatio generalis) i Mala (congregatio particularis). Velike su se skupštine održavale četiri puta godišnje, a u njihovomu radu sudjelovali su, osim županijske uprave, prelati, velikaši, plemići te predstavnici slobodnih kraljevskih gradova ili trgovišta. Na njima se raspravljalo o svim poslovima koji su ulazili u županijsku nadležnost (proglašavali su se zakoni i vladine naredbe, rješavali porezni poslovi, određivalo novačenje, opskrba vojski, obavljali izbori raznih povjerenstava, određivale parnice protiv plemića, proglašavale plemićke isprave, rješavale urbarske tužbe), potvrđivali zaključci Male skupštine te birali poslanici za Hrvatski sabor (u pravilu dvojica). Malu skupštinu činila je županijska uprava, a na njoj su se rješavali tekući i hitni poslovi. Županijski sudbeni stol (sedes iudicaria ili sedria) činili su suci i prisjednici, a predsjedao im je veliki župan ili jedan od podžupana. Teritorij županije (comitatus) dijelio se na kotareve (processus), kotarevi na okruge (districtus), a okruzi na općine ili sudčije (communitates ili iudicatus).

## Stanovništvo
Prema popisu iz 1910. županija je imala 594 052 stanovnika, a prema jezicima bilo podjeljeno na sljedeći način:
- hrvatski jezik: 445 870
- srpski jezik: 122 588
- mađarski jezik: 6 068
- njemački jezik: 6 016

## Upravna podjela
Zagrebačka županija bila je u prvoj polovici 19. stoljeća podijeljena na šest kotara: Zagrebački, Svetoivanski, Posavski, Pokupski, Prekokupski i Gorski kotar. Početkom 20. stoljeća Zagrebačka županija bila je podijeljena na sljedeće kotareve:
| Kotarevi            | Kotarevi            |
| Kotar               | Središte            |
| ------------------- | ------------------- |
| Dugo Selo           | Dugo Selo           |
| Dvor                | Dvor                |
| Glina               | Glina               |
| Jaska               | Jaska, Jastrebarsko |
| Karlovac            | Karlovac            |
| Kostajnica          | Kostajnica          |
| Velika Gorica       | Velika Gorica       |
| Petrinja            | Petrinja            |
| Pisarovina          | Pisarovina          |
| Samobor             | Samobor             |
| Stubica             | Donja Stubica       |
| Sveti Ivan Zelina   | Sveti Ivan Zelina   |
| Sisak               | Sisak               |
| Topusko             | Topusko             |
| Zagreb              | Zagreb              |
| Županijski grad     |                     |
| Zagreb              |                     |
| Municipalni gradovi |                     |
| Karlovac            |                     |
| Petrinja            |                     |
| Sisak               |                     |